# Могильченко Григорій Сергійович
Григорій Сергійович Могильченко (17(30) грудня 1900, село Катеринівка Павлоградського повіту Катеринославської губернії — 18 серпня 1976, село Катеринівка Лозівського району Харківської області) — український радянський діяч, новатор колгоспного виробництва, голова колгоспу імені Орджонікідзе Лозівського району Харківської області. Двічі Герой Соціалістичної Праці (7.05.1948, 26.02.1958). Депутат Верховної Ради УРСР 3—9-го скликань.

## Біографія
Народився 17(30) грудня 1900 року в родині робітника залізничного депо. Освіта початкова. З 1915 року працював у господарстві батьків.
З 1919 по 1922 рік служив у Червоній армії.
З 1922 року трудився у власному господарстві.
У 1926—1929 роках — голова Катеринівської сільської ради депутатів трудящих Лозівського району Харківщини.
З 1929 року — голова колгоспу імені Серго Орджонікідзе Лозівського району Харківської області, заступник голови колгоспу «Маяк».
У 1941—1943 роках перебував у евакуації, працював у Мілеровському зернорадгоспі Ростовської області РРФСР.
У 1943—1976 роках — голова колгоспу імені Серго Орджонікідзе села Катеринівка Лозівського району Харківської області.
Член ВКП(б) з 1949 року.
У 1969 році — делегат від Української РСР на III Всесоюзному з'їзді колгоспників.

## Нагороди
- двічі Герой Соціалістичної Праці (7.05.1948, 26.02.1958)
- два ордени Леніна (7.05.1948, 15.10.1953)
- орден Жовтневої Революції (31.12.1970)
- орден Трудового Червоного Прапора(22.03.1966)
- орден Дружби народів (29.12.1975)
- орден Червоної Зірки (28.08.1944)
- медаль «За доблесну працю у Великій Вітчизняній війні 1941—1945 рр.» (1945)
- медалі ВСГВ и ВДНГ СРСР
- Почесна грамота Президії Верховної Ради Української РСР (8.10.1966)